# Freilingen (Nusbaum)
Freilingen ist ein Ortsteil der Ortsgemeinde Nusbaum im Eifelkreis Bitburg-Prüm in Rheinland-Pfalz.

## Geographische Lage
Freilingen liegt nördlich von Nusbaum auf einer Hochebene und grenzt unmittelbar an den Hauptort an. Der Ortsteil ist ausschließlich von landwirtschaftlichen Nutzflächen umgeben. Östlich des Ortes befinden sich zwei Bachausläufer der Enz. Zu Freilingen gehört auch der Weiler Freilingerhöhe.

## Geschichte
Eine römische Fundstelle nordöstlich von Freilingen wies Mauerwerk im Boden auf und lässt auf eine frühe Besiedelung des Gebietes schließen. Bei einer Begehung wurde zudem Keramik aus dem 2. bis 4. Jahrhundert entdeckt sowie einige Bronzemünze aus dem 4. Jahrhundert.
Der Ort Freilingen wurde erstmals 1364 als Vrilingen erwähnt. Bis zum Ende des 18. Jahrhunderts zählten Nusbaum und Freilingen zur Grafschaft Vianden im Herzogtum Luxemburg. 1822 wurde Nusbaum zum Amtssitz einer Bürgermeisterei, welche unter anderem aus Freilingen und Hüttingen bestand.
Die heutige Gemeinde entstand am 7. Juni 1969 durch Neubildung aus den aufgelösten Gemeinden Freilingen (damals 195 Einwohner) und Nusbaum (damals 345 Einwohner).
Am 21. September 2023 zog ein starkes Gewitter über Freilingen hinweg, infolgedessen sich gegen 16 Uhr ein Tornado ausbildete. Dieser entstand im Raum Nusbaum und löste sich auch nach kurzer Zeit wieder auf. Hierdurch wurden insgesamt 15 Gebäude im Ortsteil teils schwer beschädigt. Auch an der Vegetation entstand weitreichender Schaden. Zwei Menschen wurden bei dem Unwetter leicht verletzt.

## Kultur und Sehenswürdigkeiten

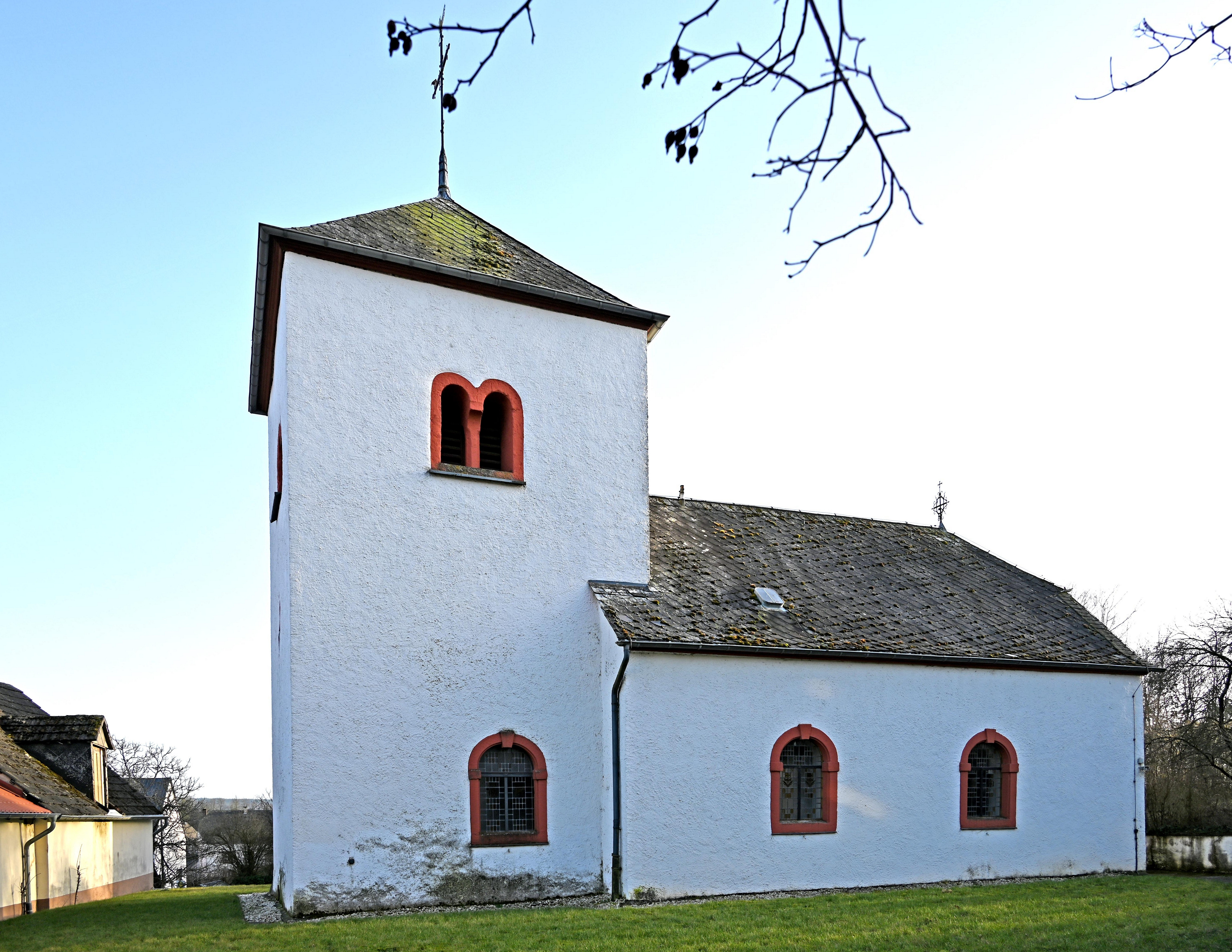
St. Cornelius und St. Georg

### St. Cornelius und St. Georg
In Freilingen befindet sich die Corneliuskapelle. Es handelt sich um einen verputzten Bruchsteinbau mit rot eingefassten Fenster- und Türöffnungen. Der Ostturm stammt vermutlich aus der Zeit um 1570 und diente ursprünglich als Wehrturm, bevor der Kirchenraum im 18. Jahrhundert errichtet wurde. Die erste Erwähnung der Kapelle stammt aus dem Jahre 1570, als eine dem St. Cornelius geweihte Anlage. 1910 erhielt die Kapelle zwei Glocken, die jedoch bereits zu Beginn des Ersten Weltkrieges wieder entnommen wurden. Ferner enthält das Gebäude drei Altäre und eine 1976 restaurierte Statue des Cornelius. Wann die Weihung zu St. Georg erfolgte, ist nicht eindeutig geklärt. Bekannt ist jedoch, dass Freilingen lange Zeit als Pilgerort diente und Feste zur Verehrung des Cornelius abgehalten wurden.

### Denkmalzone Corneliusstraße
Im Ortsteil Freilingen besteht die Denkmalzone Corneliusstraße. Es handelt sich um eine Gruppe von mittel- bis großbäuerlichen Hofanlagen um die katholische Filialkirche St. Georg sowie entlang der Hauptstraße des Dorfes. Die Gebäude stammen aus der zweiten Hälfte des 18. und Anfang des 19. Jahrhunderts.
Siehe auch: Liste der Kulturdenkmäler in Nusbaum

### Naherholung
Durch Freilingen verläuft der Wanderweg 51 des Naturpark Südeifel. Es handelt sich um einen rund 14 km langen Rundwanderweg, der die Orte Kruchten, Hommerdingen und Freilingen verbindet. Der Wanderweg verläuft unter anderem auch durch das große Waldgebiet Nusbaumer-Hardt. Dieses ist als Erholungsgebiet bekannt und beinhaltet weitere Wanderrouten mit ähnlich langen Strecken.

## Wirtschaft und Infrastruktur

### Unternehmen
In Freilingen befinden sich fünf vollerwerbstätige landwirtschaftliche Nutzbetriebe sowie eine GmbH für Bioenergie. Diese verfügt zudem über eine Gaspipeline bis zur Kreisstadt Bitburg.

### Verkehr
Der Ort ist durch die Kreisstraße 4 erschlossen. Östlich des Ortes verläuft die Landesstraße 3.